# أدريانا فيلاغران
أدريانا فيلاغران (بالإسبانية: Adriana Villagrán)‏ مواليد 7 أغسطس 1956، هي لاعبة كرة مضرب أرجنتينية سابقة بدأت مسيرتها كمحترفة سنة 1979، اعتزلت اللعب في 1991. أعلى تصنيف لها في الفردي كان المركز الـ 99 في سنة 1988. أعلى تصنيف لها في الزوجي كان المركز الـ 111 في سنة 1987.

## النهائيات

### زوجي السيدات: (1 الوصافة)
| الحصيلة | السنة | البطولة                  | الأرضية | الشريك         | المنافس             | النتيجة  |
| ------- | ----- | ------------------------ | ------- | -------------- | ------------------- | -------- |
| الوصافة | 1980  | دورة رولان غاروس الدولية | ترابية  | إيفانا مادروجا | كاثي جوردان آن سميث | 6–1, 6–0 |

## روابط خارجية
- أدريانا فيلاغران على موقع رابطة محترفات التنس (الإنجليزية)
- أدريانا فيلاغران على موقع الاتحاد الدولي لكرة المضرب (الإنجليزية)
- أدريانا فيلاغران على موقع كأس بيلي جين كينغ (الإنجليزية)
- أدريانا فيلاغران على موقع خلاصة التنس.كوم (الإنجليزية)